# Жорданія Ное Миколайович
Ное Миколайович Жорданія (груз. ნოე ჟორდანია; псевдонім Костров, Джордж; 2 (14) січня 1868, Ланчхуті, Кутаїська губернія, Російська імперія — 12 січня 1953, Париж, Франція) — грузинський політичний діяч, лідер грузинських меншовиків, голова уряду Грузинської Демократичної Республіки (1918–1921).
Жорданія був найвизначнішим і найпопулярнішим політиком Грузії початку XX століття. Протягом свого існування радянська пропаганда намагалася дискредитувати Демократичну Республіку Грузія та її політичних лідерів, в особливості Ноя Джордана.
Жорданія народився в Гурії, в бідній родині Азнаурі. Здобув освіту в Тбіліській духовній семінарії та у Варшавському ветеринарному інституті. З 1890-х років він бере участь у соціал-демократичному русі і поступово стає лідером групи, відомої як Третій Загін. За політичну діяльність неодноразово заарештовувався. У 1893–1897 роках подорожував Європою. Після повернення на батьківщину очолив журнал. У 1903 році Джордан був обраний членом Кавказького бюро Російської соціал-демократичної робітничої партії. Джордан був присутній на 2-му з'їзді РСДРП, до 1905 року він був уже визнаним лідером грузинських соціал-демократів.
Джордан також був обраним членом Державної ради Російської імперії від Тбіліської губернії. У 1905–1907 роках активно виступав проти більшовиків . Під час Першої світової війни Джорданія став на національні позиції захисту батьківщини. Після Жовтневої революції 1917 року він був обраний головою Національної ради Грузії і зіграв важливу роль у проголошенні незалежності Грузії в 1918 році та подальшому будівництві демократичної республіки.
Джорданія очолював республіку з липня 1918 р. і здійснив земельну, соціальну, законодавчу та інші реформи, приборкавши підпільну роботу більшовиків. В результаті зовнішньої політики уряду Джордані їДемократична Республіка Грузія отримала міжнародне визнання. Після окупації Грузії радянською Росією в 1921 році Джорданія відмовився капітулювати і разом з іншими членами уряду емігрував до Парижа, де очолював уряд у вигнанні до 1933 року і продовжував боротьбу за незалежність Грузії до самої смерті. 

## Життєпис
Народився у дворянській родині. Закінчив Тіфліську духовну семінарію, навчався у Варшавському ветеринарному інституті. Революційну діяльність розпочав у робітничих гуртках Тіфліса, у 1893–1898 роках очолював легальних марксистів у «Месаме дасі» («Третя група»), членом якої був і Йосип Джугашвілі (Сталін). 1894 року був засуджений за участь у «Лізі свободи Грузії».
Делегат 2-го з'їзду РСДРП (1903), долучився до меншовиків. 1905 року був редактором меншовицької газети «Соціал-демократ» (Тіфліс, грузинською мовою). У своїх публікаціях виступав проти більшовиків.
Під час Революції 1905—1907 років був противником збройного повстання, прихильником створення легальної робітничої партії. На 4-му з'їзді РСДРП (1906) підтримував ідею муніципалізації землі. 1906 обраний від Тіфліса до першої Державної думи, лідер соціал-демократичної фракції. На 5-му з'їзді РСДРП (1907) обраний до ЦК, членом якого був до 1912 року.
За підписання Виборзької відозви (звернення до народу групи депутатів 1-ї Державної Думи у відповідь на її розпуск) серед 167 делегатів у грудні 1907 засуджений до трьох місяців в'язниці, що вело до позбавлення виборчих прав.
Влітку 1912 року в Баку керував легальною меншовицькою газетою «Наше Слово». Того ж року за книгу «Критика анархізму з точки зору наукового соціалізму», конфісковану ще в друкарні та яка так і не отримала розповсюдження, засуджений за статтею 132 Кримінального Уложення до максимального покарання — трьох років фортеці і до внесення застави перебував у в'язниці. Ще до розгляду його справи в Сенаті він потрапив під амністію 21 лютого 1913 року.
1914 року співпрацював із Львом Троцьким в журналі «Боротьба», де розмістив низку статей з національного питання.

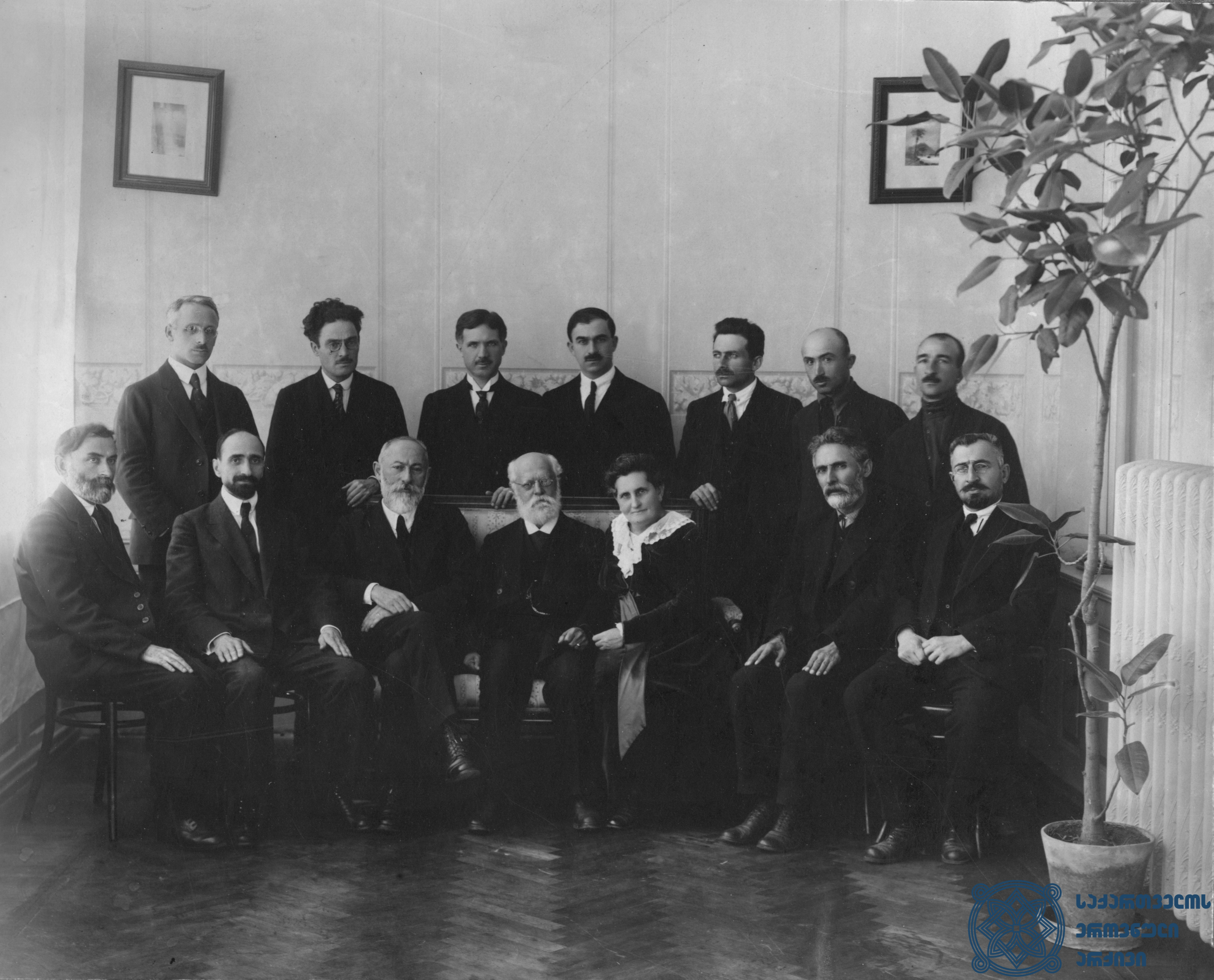
Карл Каутський серед членів Соціал-демократичної партії Грузії (меншовиків) — Ной Жорданія, Ной Рамішвілі, Сеїд Девдаріані і инши, Тбілісі, 1920 р.

Після Лютневої революції 1917 року — голова Тіфліської ради. У червні на Кавказькому обласному з'їзді Рад запропонував резолюцію з національного питання, де йшлося про встановлення територіального самоврядування за принципом реального розселення тієї чи іншої нації з урахуванням господарчих і побутових умов. У серпні на об'єднуючому з'їзді РСДРП був обраний кандидатом у члени ЦК РСДРП(о). 3 вересня на засіданні Тіфліської ради закликав робітничий клас не піддаватися більшовицьким настроям, а боротись за створення парламентської республіки.
20 грудня, виступаючи на 1-му Національному з'їзді Грузії, в якому брали участь усі партії, окрім більшовиків, закликав до повного самоврядування Грузії. 26 грудня очолив Президію Національної ради Грузії.
На проведених 22–23 січня 1918 року зборах членів Установчих Зборів від Закавказзя і Кавказької армії запропонував скликати Закавказький сейм.
Підписання Брестського миру, за яким до Туреччини переходили Карс, Ардаган і Батумі, посилили у Грузії настрої на користь проголошення незалежності Закавказзя від Радянської Росії. За таких умов Жорданія не підтримав відокремлення Закавказзя від Росії, мотивуючі це тим, що після цього Закавказзя стало б для Туреччини легкою здобиччю. Тому на засіданні Закавказького сейму Жорданія висловився проти негайного проголошення незалежності Закавказзя, а під час голосування цієї пропозиції утримався. Мемуаристи згадували, що, коли це рішення було прийнято, Жорданія плакав.
26 травня 1918 року після розпаду Закавказької Демократичної Федеративної Республіки і розпуску Закавказького сейму Жорданія фактично очолив тимчасовий парламент Грузинської Демократичної Республіки (Національна Рада, поповнена представниками національних меншин). Того дня Національна рада Грузії під головуванням Ное Жорданія прийняла «Акт про незалежність Грузії», яким проголосила її суверенітет і оголосила Грузію незалежною і повноправною державою. Цей день святкується як День незалежності Грузії — головне державне свято країни. За умов вторгнення турецьких військ Жорданія вирішив опиратись на Німеччину. До Грузії були введені німецькі війська.
Після поразки Німеччини та вступу до Грузії британських військ завоював довіру й у англійців своїм неприйняттям більшовизму. У червні 1919 року уклав угоду з Антоном Денікіним про спільну боротьбу проти більшовиків.
Навесні 1920 був одним з ініціаторів укладання договору Грузії з РРФСР (підписаний 7 травня), за яким між ними встановлювались нормальні дипломатичні відносини. Потім у перемовинах з англійським представником висловився на користь визнання Радянської Росії з боку Антанти, маючи на увазі, що визнання незалежності Грузії РРФСР, що відбулось, відкриє шлях до міжнародного визнання Грузії.
Після радянської окупації Грузії емігрував до Франції. Учасник підготовки меншовицького повстання в Грузії 1924 року.

## Родина
Дружина Ное — Інна Коренєва. Познайомився з нею завдяки Леніну. У 1903 році той порекомендував Ное зупинитися у неї в Парижі. Діти — Натела і Реджеб. Донька Реджеба Ніколь одружена з Олександром Квіташвілі, ректором Тбіліського державного університету, екс-міністром праці, охорони здоров'я і соціального захисту Грузії, міністром охорони здоров'я України.